# 朿姓
朿姓是罕见的汉字姓氏，有兩個獨立的來源和讀音。
1. 音Kūn，由字省减并变形而来，主要分布于中国山东省济宁市汶上县、泗水县。[1][2]
2. 音Là，由字省减并变形而来，主要分布于中国陕西省安康市。[3][4]

从字源上看，“朿”字是“刺”的古字，与“刺”（cì）同音。由于这两个姓氏都是由其他汉字变形而来，它们仅仅是与“朿”（cì）同形，而并无音、义上的关联。